# 日本学校農業クラブ連盟
日本学校農業クラブ連盟（にほんがっこうのうぎょうくらぶれんめい、FFJ = Future Farmers of Japan）は、農業科や総合学科をもつ高等学校に属する学生の団体である。
略称「農業クラブ」「農ク」「FFJ」。

## 概要
日本学校農業クラブ連盟は、農業教育を目的とする学科を設置する日本の高等学校の学生および職員を構成員とする連盟組織。農業教育の指導力の向上、学生の成長の促進、国内外の農業の発展に貢献することを目的とする。
1948年の学制改革によって日本に新制高等学校が発足したことを機に、日本全国で農業を学ぶ高校生の自主的自発的な組織として「学校農業クラブ(SAC:School Agriculture Club)」が各地で誕生した。
1950年にSAC間で全国組織を作る動きが強まり、各都道府県の農業クラブを束ねる「日本学校農業クラブ連盟(FFJ:Future Farmers of Japan)」が結成された。
日本学校農業クラブ連盟は、各地域9ブロック(北海道、東北、関東、北信越、東海、近畿、中国、四国、九州)、各都道府県49連盟(北海道のみ3連盟)、368校(学生数約8万人)をもって構成され、農業教育における全国研究発表会、全国競技会、機関紙の発行、検定等を主催運営する。

## 所在地
〒102-0074 東京都千代田区九段南4-3-3 シルキーハイツ九段南2号館104

## 歴史
戦後、学制改革に伴い農業高等学校ごとに学校農業クラブの組織づくりが進められ、都道府県単位での組織も成立するようになった。元々アメリカ合衆国には、アメリカ合衆国学校農業クラブ連盟(FFA)があり、これが手本にされた。
1950年春に東京都立園芸高等学校（当時：東京都立新制園芸高等学校）が設立し、全国組織が成立した。同年11月2日には東京都の日比谷公会堂で FFJ の結成大会が行われた。

## プロジェクト
1908年、米国マサチューセッツ州の農学校で、学校で学んだことを家庭の農業に実際に適用して学習するためにホームプロジェクトという手法が採用された。そもそも、農業クラブとは、この農家子弟の学習活動のために作られたものである。現在の FFA でもホームプロジェクト法を主として学習活動を行っている。
戦後日本の農業教育においてもこれに倣い、ホームプロジェクト法が導入された。教職員が各家庭を回って、親とともに農家の子弟に農業の技術を指導していく、体験を重視する手法である。ただ、現在の日本では、学校で研究等の活動計画を立て、実行し、評価を行うスクールプロジェクトが主流となっている。

## 全国大会
年に一度、全国大会が行われる。様々なプロジェクト（研究）の発表や、測量競技や農業鑑定競技などが行われ、各県、ブロック代表がその技術を競うものとなっている。
2025年は、「第76回　西関東大会」が2025年10月21日から10月23日まで、山梨・東京・神奈川県で開催される予定である。
全国大会で行なわれる競技
意見発表会
農業や農業学習に関する自分の考え等を主張し合う競技で、形式はスピーチで、決められた時間内に自分の意見や主張、経験して得たこと等を発表する。競技の内容自体はシンプルなものだが、発表者は発表内容は元より、高度なスピーチ能力から発表後にある質疑応答など、高レベルな発表が要求される。
プロジェクト発表会
プロジェクト学習の成果を発表する競技である。ここで述べられているプロジェクト学習は、学校ごとに『卒業研究』『卒論』『課題研究』『プロ研』など、名称が異なるがスクールプロジェクトに基づいている。内容は、いわゆるプレゼンテーションの形式で、ジャンルは生物学的な分野から社会学・農業政策的な分野まで幅広い。
農業鑑定競技会
専門分野で学習する機器・材料・生物などの名称や使い方、計算問題などが出題される。問題は農業、園芸、畜産、生活科学、農業土木、林業、食品科学科、造園、農業機械に分かれている。
平板測量競技会
平板測量の早さ・正確さを争う競技である。
農業情報処理競技会（公開競技）
コンピューターを使った情報処理の能力を競う競技である。
家畜審査競技会（公開競技）
乳用牛(ホルスタイン)・肉用牛（黒毛和種）・豚（ランドレース種と、その子豚数匹）の外貌等の審査をする競技。1990年の東京大会では開催されなかった。乳用牛の部で畜産科（農業土木科）以外の生徒が優勝した事もある。
フラワーデザイン競技会（公開競技）
個人またはチームで、園芸作物の知識や栽培技術、活用方法、フラワーデザインに関する学習の成果を競う競技である。
クラブ員代表者会議
全国の単位クラブの会長（代表者）が参加して行われる会議。毎年3つのテーマについて話し合いを行う。

## 旗と歌

### 旗
「 FFJ の歌」の冒頭でも歌われている通り、「みのる稲穂に 富士と鳩」をシンボルマークとしている。マークにおいて、鳩は平和を、富士山は日本を、稲穂は日本の農業・主食を表している。

### 歌
「 FFJ の歌」（1951年制作、作詞：吉沢義之、作曲：堀内敬三）は農業高等学校など加盟校では校歌と同等あるいはそれ以上に斉唱することが多く、卒業生はこの歌を歌える者が多い。
また、FFJ 踊りと称される踊りも存在している。復活版として第44回 FFJ 大会（愛知大会）にてメイン会場であった名古屋国際会議場センチュリーホール（3,000名収容）にて、愛知県立佐屋高等学校の農業クラブ員にて構成されたおよそ20名にて踊りが披露された。
2019年度前期放送のNHK連続テレビ小説『なつぞら』では、ヒロイン・奥原なつ（演・広瀬すず）をはじめとした農高生が劇中で歌唱して注目を集め、第78話では会社の余興でなつが独唱しているシーンも描かれた。NHK札幌放送局では「みんなでつくる!『FFJの歌』」として視聴者投稿の歌唱動画をつなぎ合わせてミュージックビデオを制作、2019年7月より同局ウェブサイトや動画サイトで公開され、北海道内のローカル番組で放送。2019年9月にはNHKプレマップで1ヶ月限定の全国放送を実施している。
2000年、FFJ 50周年を記念して新しいシンボルマークと、さだまさし補作詞・作曲の新テーマソング「美しい未来へ〜Future Farmers of Japan〜」が発表された。

## 農業高校の生徒をテーマにした作品
- 三本木農業高校、馬術部（2008年：映画）
- 銀の匙 Silver Spoon（2011年：漫画、アニメ、映画）
- のうりん（2011年：小説、漫画、ドラマ、アニメ）
- 17歳は止まらない（2023年：映画）

## 海外の農業クラブ
アメリカ合衆国には FFJ の原型となった FFA が、韓国には農業高校生をクラブ員とする FFK が、タイ王国には農業大学生をクラブ員とする FFT が存在する。